# Goya (kommunhuvudort)
Goya är en kommunhuvudort i Argentina.   Den ligger i provinsen Corrientes, i den nordöstra delen av landet, 600 km norr om huvudstaden Buenos Aires. Goya ligger 27 meter över havet och antalet invånare är 70 245.
Terrängen runt Goya är mycket platt. Goya är det största samhället i trakten.
Runt Goya är det i huvudsak tätbebyggt. Runt Goya är det glesbefolkat, med 19 invånare per kvadratkilometer.